# Boro Stjepanović
Borislav Boro Stjepanović, rođen u selu Planinica (Vareš, BiH, 8. svibnja, 1946.), hrvatski i bosanskohercegovački je glumac i redatelj.

## Životopis
Kazališnu karijeru počeo je na pozornici ondašnjeg kultnog Radničkog doma u Varešu.
Apsolvirao je jugoslavensku i svjetsku književnost na Filozofskom fakultetu u Beogradu 1969. godine i diplomirao glumu na Akademiji za kazalište, film, radio i televiziju u Beogradu 1971. godine. Odigrao je više od pedeset filmskih uloga.,
Režirao je u Sarajevu (Otvorena scena OBALA, Kamerni teatar 55), u Mostaru i Podgorici. Na televiziji je igrao u više tv-filmova (Andra i Ljubica, Bife Titanik) i tv-serija (Građani sela Luga, Filip na konju, Osma ofanziva, Volim i ja narandže, Oriđinali, Viza za budućnost, Naša mala klinika, Lud, zbunjen, normalan). Igrao je u preko pedeset filmova (Sjećaš li se Dolly Bell?, Ko to tamo peva, Čudo neviđeno, Miris dunja, Kuduz, Gluvi barut, Urnebesna tragedija, Ničija zemlja, Ovo malo duše). 
Pedagoškim radom počeo se baviti 1971. godine asistirajući na predmetima Dikcija (1971. – 1973.) i Gluma (1976. – 1981.), na Fakultetu dramskih umjetnosti u Beogradu. Učestvovao je u osnivanju Akademije scenskih umjetnosti u Sarajevu, gdje je radio od 1981. do 1992.godine. Školske 1992/93. godine bio je profesor na Fakultetu dramskih umjetnosti u Beogradu. 
Jedan je od osnivača Fakulteta dramskih umjetnosti na Cetinju (1994. godine), gdje i danas radi kao redovni profesor na predmetu Gluma.
Kao gostujući profesor predaje glumu i na Umjetničkoj akademiji u Osijeku.

## Nagrade i knjige
Za glumački rad nagrađivan je na Danima komedije u Jagodini, Dječjem festivalu u Kotoru, Jugoslovenskom kazališnom festivalu u Užicu i Sterijinom pozorju u Novom Sadu. Napisao je četiri knjige iz pedagogije glume: "Gluma I; Rad na sebi", "Gluma II; Radnja", Gluma III; Igra" i "Audicija; Sve o prijemnom ispitu". Prve dvije dobile su Sterijinu nagradu za teatrologiju, 1998. godine.